# Omszk
Omszk (oroszul: Омск) város Oroszország szibériai részén, a transzszibériai vasútvonal 2712. kilométerénél. Az Omszki terület központja. Itt található Oroszország legnagyobb olajfinomítója.
Lakossága: 1 154 116 fő (a 2010. évi népszámláláskor).

## Fekvése
Omszk a Nyugat-szibériai-alföldön, Szibéria és Kazahsztán határán, az Irtis folyó partján, az Om folyó torkolatánál helyezkedik el.

## Története
1716-ban épült az első cölöpvár a nomád népek támadásai ellen. 1760-ban, ott ahol az Om folyó az Irtisbe torkollik új vár építésébe kezdtek. Ez a vár lett a szibériai határterület adminisztratív központja.
1782-ben II. (Nagy) Katalin cárnő, más szibériai és uráli városokkal együtt Omszknak is városi jogokat adományozott. Egyben kormányzósági várossá tette.
A folyami hajózás már a 16. században megindult. A város mind a mai napig fontos kikötő. A vasút 1895-ben érte el a várost, ekkor épült az Irtisen a vasúti híd. A századforduló idején megnyíltak az első gépipari üzemek (vasúti gépgyártás, hajóépítés).
1941-ben közel száz üzemet evakuáltak a front elöl Omszkba. Ekkor a város lakossága többszörösére duzzadt és Szibéria egyik legjelentősebb ipari központjává vált.

## Éghajlat
| Hónap                         | Jan.  | Feb.  | Már.  | Ápr.  | Máj.  | Jún. | Júl. | Aug. | Szep. | Okt.  | Nov.  | Dec.  | Év    |
| ----------------------------- | ----- | ----- | ----- | ----- | ----- | ---- | ---- | ---- | ----- | ----- | ----- | ----- | ----- |
| Rekord max. hőmérséklet (°C)  | 4,2   | 3,6   | 14,1  | 31,3  | 35,5  | 40,1 | 40,4 | 38,0 | 32,9  | 27,4  | 16,1  | 4,5   | 40,4  |
| Átlagos max. hőmérséklet (°C) | −12,0 | −10,3 | −2,5  | 9,0   | 19,0  | 23,9 | 25,3 | 22,7 | 15,9  | 8,1   | −3,7  | −9,8  | 7,2   |
| Átlaghőmérséklet (°C)         | −16,3 | −15,0 | −7,3  | 3,7   | 12,5  | 17,9 | 19,6 | 16,9 | 10,4  | 3,5   | −7,3  | −13,8 | 2,2   |
| Átlagos min. hőmérséklet (°C) | −20,5 | −19,4 | −12,0 | −1,0  | 6,3   | 12,0 | 14,1 | 11,6 | 5,7   | −0,3  | −10,5 | −17,9 | −2,6  |
| Rekord min. hőmérséklet (°C)  | −45,1 | −45,5 | −41,1 | −25,5 | −11,2 | −3,1 | 2,1  | −1,7 | −7,6  | −28,1 | −41,2 | −44,7 | −45,5 |
| Átl. csapadékmennyiség (mm)   | 23    | 18    | 17    | 21    | 35    | 51   | 66   | 54   | 37    | 30    | 34    | 29    | 415   |
| Forrás:                       |       |       |       |       |       |      |      |      |       |       |       |       |       |

## Testvérvárosai
- Petropavlovszk, Kazahsztán
- Puhó, Szlovákia